# Tipula pirioni
Tipula pirioni är en tvåvingeart som beskrevs av Alexander 1929. Tipula pirioni ingår i släktet Tipula och familjen storharkrankar. Inga underarter finns listade i Catalogue of Life.